# Clidemia kappleri
Clidemia kappleri är en tvåhjärtbladig växtart som beskrevs av Célestin Alfred Cogniaux. Clidemia kappleri ingår i släktet Clidemia och familjen Melastomataceae. Inga underarter finns listade i Catalogue of Life.